# Murat Han
Murat Han, né le 1er mai 1975 à Ankara) est un acteur turc.

## Filmographie
- 2007 : Bliss
- 2009-2011 : Omre bedel